# هکاتون

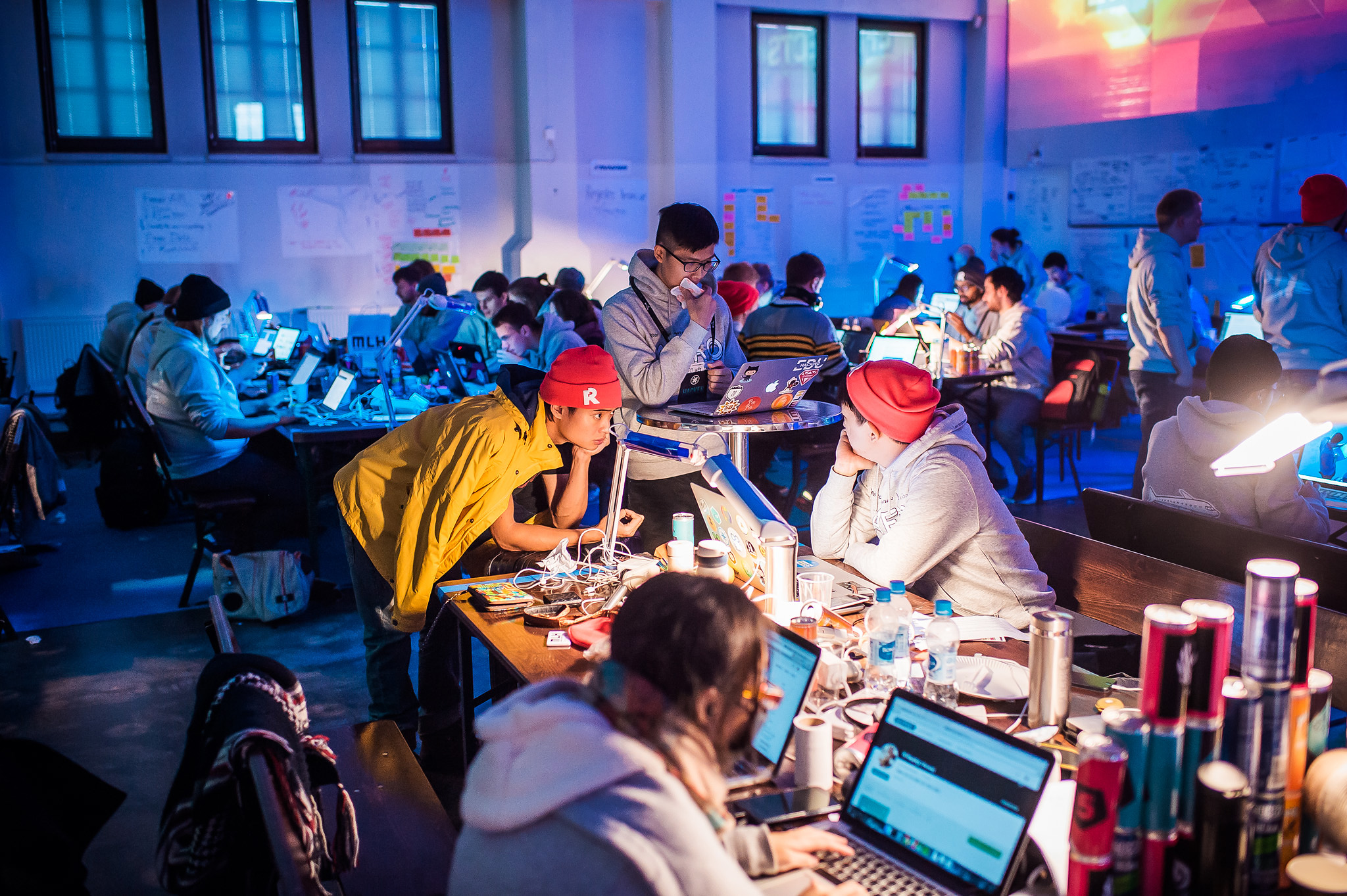
رویداد هکاتون

هکاتون (به انگلیسی: Hackathon) رویدادی است که در آن برنامه‌نویسان رایانه و افراد دیگری که درگیر توسعه نرم‌افزار هستند، از جمله طراحان گرافیکی، طراحان واسط کاربری و مدیران پروژه گرد هم می‌آیند و در توسعه پروژه‌های نرم‌افزاری و گاهی سخت‌افزاری با یکدیگر همکاری می‌کنند. هکاتون‌ها معمولاً بین یک روز تا یک هفته به طول می‌انجامند. برخی از هکاتون‌ها تنها برای اهداف اجتماعی و آموزشی هستند، هر چند که در اکثر موارد، هدف هکاتون‌ها ایجاد نرم‌افزارهای مفید و قابل استفاده است. هکاتون‌ها معمولاً بر روی هدف خاصی تمرکز دارند که می‌تواند شامل یک زبان برنامه‌نویسی مورد استفاده، یک سیستم‌عامل، یک برنامه کاربردی، یک رابط برنامه‌نویسی نرم‌افزار، موضوع و گروه جمعیت‌شناختی برنامه‌نویسان باشد. در برخی موارد دیگر، محدودیتی بر نوع نرم‌افزاری که قرار است ایجاد شود وجود ندارد. واژه «هکاتون» یک واژه مرکب است که از تلفیق دو واژه هک و ماراتون حاصل شده‌است. کلمه «هک» در این واژه به معنای «بازیگوشی»، «ماجراجویی»، برنامه‌نویسی اکتشافی است و با کلمه هک که در امنیت رایانه استفاده می‌شود، متفاوت است. به نظر می‌رسد که این واژه هم توسط توسعه‌دهندگان اوپن‌بی‌اس‌دی و هم توسط تیم بازاریابی سان مایکروسیستمز به شکل مستقل ایجاد شده باشد که هر دو اولین بار در سال ۱۹۹۹ مورد استفاده قرار گرفتند. اولین استفاده شناخته‌شده از این کلمه توسط اوپن‌بی‌اس‌دی، اشاره به رویدادی دارد که توسعه‌دهندگان اوپن‌بی‌اس‌دی در ۴ ژوئیه ۱۹۹۴ در شهر کلگری کانادا برای یک توسعه یک نرم‌افزار رمزنگاری گرد هم جمع شدند. این گردهمایی، به خاطر پرهیز کردن از مشکلات قانونی که از مقررات صدور نرم‌افزارهای رمزنگاری در ایالات متحده ناشی می‌شدند، صورت گرفت. در مورد شرکت سان، استفاده از این واژه اشاره به رویدادی در کنفرانس جاواوان از ۱۵ ژوئیه تا ۱۹ ژوئیه سال ۱۹۹۹ دارد. در این رویداد، جان گیج (به انگلیسی: John Gage) از شرکت‌کنندگان دعوت کرد که برنامه‌ای به زبان جاوا برای پالم پنج بنویسند که با استفاده از درگاه مادون قرمز، با دیگر کاربران پالم ارتباط برقرار کرده و آن را در اینترنت به ثبت برسانند. این رویداد هکاتون لقب گرفت.

## ساختار هکاتون‌ها
هکاتون‌ها معمولاً با یک یا چند سخنرانی دربارهٔ رویداد مربوط آغاز می‌شوند و در صورتی که هکاتون در مورد موضوع خاصی برپا شده باشد، در مورد آن موضوع هم سخنرانی می‌شود. شرکت کنندگان در هکاتون ایده‌ها و نظرات خود را بیان می‌کنند و سپس تیم‌هایی را بر اساس علایق و مهارت‌های شخصی خود تشکیل می‌دهند. سپس کار اصلی در هکاتون آغاز می‌شود که می‌تواند چند ساعت تا چند روز به طول بینجامد. برای هکاتون‌هایی که ۲۴ ساعت یا بیشتر به طول می‌انجامند، خصوصاً هکاتون‌هایی که به شکل رقابتی هستند، غذا خوردن معمولاً به شکل دوستانه و غیررسمی انجام می‌شود و شرکت کنندگان معمولاً با خوردنی‌هایی نظیر پیتزا یا نوشیدنی‌های مغذی گذران می‌کنند. گاهی خوابیدن هم به شکل غیررسمی صورت می‌گیرد که شرکت‌کنندگان در مکان‌هایی با استفاده از کیسه خواب، می‌خوابند. در پایان هکاتون‌ها، گروه‌ها معمولاً نتایج کار خود را در معرض نمایش می‌گذارند و اگر هکاتون به شکل رقابتی و مسابقه‌ای برگزار شده باشد، گروهی از داوران تیم‌های برنده را اعلام می‌کنند و جوایزی به آنها اهدا می‌گردد. در بیشتر هکاتون‌ها، داوران از دست‌اندرکاران و حامیان رویداد هستند.